# 高畑誠
高畑 誠（たかはた まこと、1971年〈昭和46年〉10月18日 - ）は、RSK山陽放送（RSK）報道部所属のアナウンサー・報道記者、気象予報士。

## 来歴・人物
- 1996年にRSKへ入社。同期のアナウンサーは坤徳ひとみ、西田多江、森下真由美、米澤秀敏。

## 担当番組

### 現在
テレビ
- ちゃんねるロック (2021年4月- 月〜金 天気担当)

### 過去
テレビ
- とろんの釣り日記
- RSKイブニングニュース（天気 1999年4月-2014年3月）
- イブニングDonDon（メイン司会 2005年4月-2011年3月）
- えなりかずき!そらナビ（岡山・香川担当 2009年4月-2010年9月）
- VOICE愛新春SP（2016年元旦放送）
- おかやまマラソン（2018年度に中継リポーター）
- 笑味ちゃん天気予報 (2014年4月-2020年12月)
- 情報ワイド あれスタ (月曜・金曜  2021年1月-2021年4月)

ラジオ
- ラジばたワイド・リクエストちょーDAY!
- ラジばたワイド2丁目1番地（月曜）
- ラブ・ミラージュ・イン・キャンパス
- RSKスポーツジョッキー
- ごごラジViViッと!
- おかやまニュースの時間（気象関連）